# 岩井秀人
岩井 秀人（いわい ひでと、1974年6月25日 - ）は日本の劇作家、脚本家、演出家、俳優。既婚。

## 経歴
東京都小金井市出身。大学病院の医師である父と兄から暴力をふるわれる家庭環境から、友人を平気で殴るような子供だった。あるとき友人に殴られたのをきっかけに人の目が気になるようになり、16歳から20歳まで対人恐怖症からひきこもり状態となった。ひきこもっていた間にゲームや映画をたくさん見たことから、俳優になることを決心し、進学のために予備校に通い始める。大検を取得し、2001年に桐朋学園大学演劇科を卒業。2002年に竹中直人の会（岩松了演出）「月光のつゝしみ」に代役として参加したことから現代口語演劇に目覚める。
2003年に劇団「ハイバイ」を旗揚げ。以後全作品の作・演出を担当。ひきこもりであった自身の経験に基づく自伝的要素を含んだ作品が多い。2007年より平田オリザの劇団「青年団」の演出部に所属する。
2012年、初めて手がけたテレビドラマであるNHKハイビジョン特集ドラマ『生むと生まれる それからのこと』で第30回向田邦子賞を受賞。
2013年、『ある女』で第57回岸田國士戯曲賞受賞。
2018年、「ヒッキー・ソトニデテミターノ」で初めて海外（パリ日本文化会館）で公演する。
2019年、12月ハイバイの制作ならびに岩井秀人のマネージメント会社として、株式会社WAREを設立する。
2020年、「出来上がった作品を観るより、稽古場のほうが絶対におもしろい！」と構想し、集まった俳優たちがそれまで読んだこともない台本の読み合わせを客前でする、「いきなり本読み！」という企画をプロデュースし、映像配信されている。

## 舞台作品
- ヒッキー・カンクルートルネード（2003）2014年に河出書房新社から同名の小説も発表。
- ヒッキー・エンゲキリョウホウ（2003）
- ひどい稽古場（2003）
- とっとこハムレット！（2004）
- 五月のマリ（2004）
- 加納の鼻（2004）
- クライオー・クライオー（2005）
- ポンポンお前の自意識に小刻みに振りたくなるんだポンポン（2005）
- ナナイロニ（2005）
- ヒッキー・カンクーンエンゲキリョウホウ（2006）
- 無外流、津川吾郎（2006）
- おねがい放課後（2007）
- て（2008）
- オムニ出す（2008）
- リサイクルショップKOBITO（2009）
- て 再演（2009）
- て（2009）
- ヒッキー・カンクーントルネードの旅2010（2010）
- 投げられやすい石（2011）
- その族の名は家族（2011）
- 七つのおいのり（2011）
- ある女（2012）
- ポンポンお前の自意識に小刻みに振りたくなるんだポンポン（2012）
- 霊感少女ヒドミ（2012）
- て（ハイバイ10周年記念全国ツアー）（2013）
- 月光のつゝしみ（2013）
- おとこたち（2014）
- 霊感少女ヒドミ（2014）
- ヒッキー・カンクーントルネード2015ツアー（2015）
- 夫婦（2016）
- ワレワレのモロモロ（2017）
- ハイバイ、もよおす（2017）
- ヒッキー・ソトニデテミターノ（2018）
- ハイバイ15周年記念　て・夫婦（2018）
- パルコ・プロデュース 世界は一人（2019）
- パルコ・プロデュース ミュージカル おとこたち（2023）
- バイバイ、て（2024 - 2025）[5]

### イベントプロデュース・進行・演出
- 「いきなり本読み!」
  - 第1回(2020年2月)(出演 皆川猿時、岸井ゆきの、今井隆文、後藤剛範、神木隆之介(シークレット))
  - 第2回(2020年3月)(出演 浅野和之、猪股俊明、大原櫻子、菅原永二、平田敦子)
  - 第3回(2020年8月)(出演 8/1:ユースケ・サンタマリア、松本穂香、橋本さとし　8/2:荒川良々、黒木華、古舘寛治)

## 脚本担当

### テレビドラマ
- 渋谷JK NHK 2009
- 生むと生まれるそれからのこと NHKBS 2011
- 終電バイバイ TBS 2013
- ラスト・ディナー（第3夜）ヒーロー NHKBS 2013
- 終電ごはん  TX 2013
- ガッタン ガッタン それでもゴー NHKBS 2015

### 映画
- 来る (2018年、中島哲也と共同)

### 劇場アニメ
- フリクリ・オルタナ (2018年)
- フリクリ・プログレ (2018年)

## 著書
- 『ある女』白水社 2013
- 『ヒッキー・カンクーントルネード』河出書房新社 2014
- 『て／夫婦』白水社 2018
- 『やっかいな男』徳間書店 2018

## 出演

### テレビドラマ
- 家族のうた 第3話（2012年4月29日、フジテレビ） - 笹垣先生 役
- 踊る大捜査線 THE LAST TV サラリーマン刑事と最後の難事件（2012年9月1日、フジテレビ） - V-CUBE社員 役
- 大奥〜誕生［有功・家光篇］（2012年10月 - 12月、TBS） - 徳川家光 役
- 安堂ロイド〜A.I. knows LOVE?〜 第6話（2013年11月17日、TBS） - フレミング 役
- リバースエッジ 大川端探偵社 第3話（2014年5月3日、テレビ東京） - 竹内 役
- 全力離婚相談 第5話（2015年2月3日、NHK総合） - 尾形司 役
- 東京センチメンタル 第7話（2016年2月27日、テレビ東京） - 安藤稔 役
- 真田丸 最終話（2016年12月18日、NHK） - 甚八 役
- ハロー張りネズミ（2017年7月14日、TBS） - 岩井プロデューサー 役
- 相棒season16 第8話（2017年12月6日、テレビ朝日） - 嗣永重道 役
- いだてん〜東京オリムピック噺〜（2019年） ‐ 北原秀雄

### Webドラマ
- ダメ田十勇士（2015年） - 甚八 役

### 映画
- 曲がれ!スプーン（2009年11月21日、本広克行監督） - 細男 役
- 踊る大捜査線 THE MOVIE3 ヤツらを解放せよ!（2010年7月3日、本広克行監督） - クラッカー 役
- 桐島、部活やめるってよ（2012年8月11日、吉田大八監督） - 映画部顧問 役
- ゴッドタン キス我慢選手権 THE MOVIE（2013年6月28日、佐久間宣行監督） - 信太郎 役
- 青天の霹靂（2014年5月24日公開、劇団ひとり監督）
- 寄生獣・寄生獣 完結編（2014年・2015年、東宝） - 草野 役
- バクマン。（2015年10月3日、大根仁監督） - 担任教師 役
- 永い言い訳（2016年10月14日、西川美和監督） - 桑名秀人 役
- 108〜海馬五郎の復讐と冒険〜（2019年10月25日、松尾スズキ監督） - 糸井 役

### 舞台
- ゴーゴーボーイズ ゴーゴーヘブン(2016年、作・演出 松尾スズキ)
- キレイ-神様と待ち合わせした女-(2019年、作・演出 松尾スズキ)
- 阿修羅のごとく(2022年9月 - 10月、シアタートラム)

### バラエティ
- ゴッドタン （キス我慢選手権・劇団ひとり回/第11回ストイック暗記王）
- 鶴瓶のスジナシ! 2014年1月22日